# Thera completa
Thera completa är en fjärilsart som beskrevs av Andreas Bergmann 1955. Thera completa ingår i släktet Thera och familjen mätare. Inga underarter finns listade i Catalogue of Life.